# Chiriquí Grande (huyện)
Huyện Chiriquí Grande là một huyện (distrito) thuộc tỉnh Bocas del Toro ở Panama. Theo điều tra dân số năm 2000, huyện này có dân số 7431 người. Huyện Chiriquí Grande có diện tích 207 km². Huyện lỵ đóng tại Chiriquí Grande.